# Yoriko Kawamura
Yoriko Kawamura es una deportista japonesa que compitió en judo. Ganó dos medallas de oro en el Campeonato Asiático de Judo de 1981, en las categorías de +72 kg y abierta.

## Palmarés internacional
| Campeonato Asiático | Campeonato Asiático | Campeonato Asiático | Campeonato Asiático |
| Año                 | Lugar               | Medalla             | Categoría           |
| ------------------- | ------------------- | ------------------- | ------------------- |
| 1981                | Yakarta (Indonesia) | Medalla de oro      | +72 kg              |
| 1981                | Yakarta (Indonesia) | Medalla de oro      | Abierta             |